# Principiul oportunității
Principiul oportunității este un principiu al dreptului olandez care afirmă că o contravenție sau infracțiune va fi pedepsită doar dacă pedepsirea ei este considerată oportună. Aceasta înseamnă că procurorii au puterea de decizie arbitrară de a anula urmărirea penală a unei contravenții sau infracțiuni. Încetarea urmăririi penale se numește sepot sau seponering (în olandeză). Încetarea urmăririi penale este menționată în Prima Carte, Primul Titlu, A Patra Secțiune a Codului de Procedură Penală olandez (Art. 12, 12a, 12b, 12c, 12d, 12e, 12f, 12g, 12h, 12i, 12j, 12k, 12l, 12m, 12n, 12o, 12p, 13 și 13a).
În țările în care nu se aplică principiul oportunității, încetarea urmăririi penale a unei infracțiuni cunoscute de cei având calitatea de a o urmări penal constituie ea însăși o infracțiune (aceasta se numește principiul legalității). În Regatul Țărilor de Jos se aplică principiul oportunității.
Există trei feluri de încetare a urmăririi penale:
- sepot de politică: contravențiile și infracțiunile mărunte nu sunt pedepsite, pentru a putea pedepsi contravențiile și infracțiunile serioase;
- sepot tehnic: nu există suficiente dovezi sau obținerea unei condamnări din partea unui tribunal este foarte improbabilă;
- sepot condițional: suspectul este scutit de a fi urmărit penal cu condiția de a nu mai comite astfel de contravenții sau infracțiuni. În Belgia așa ceva se numește probațiune pretoriană.

Dacă urmărirea penală a unei contravenții sau infracțiuni este anulată, aceasta nu înseamnă că ea nu va putea fi reluată mai târziu (principiul ne bis in idem nu se aplică sepoturilor), cu excepția cazului în care Ministerul Public a comunicat în mod formal suspectului că nu mai este urmărit penal (în acest caz urmărirea penală nu mai poate fi reluată conform principiului încrederii din dreptul administrativ).
Conform Art. 12 din Codul de Procedură Penală olandez, o persoană având un interes direct în urmărirea penală a unei contravenții sau infracțiuni poate depune la un tribunal plângere împotriva încetării urmăririi penale. Dacă la acel tribunal camera de consiliu va decide că acea contravenție sau infracțiune trebuie urmărită penal, ea va trebui urmărită penal.